# Platymantis bimaculatus
Platymantis bimaculatus är en groddjursart som beskrevs av Günther 1999. Platymantis bimaculatus ingår i släktet Platymantis och familjen Ceratobatrachidae. IUCN kategoriserar arten globalt som otillräckligt studerad. Inga underarter finns listade i Catalogue of Life.